# 董翳
董翳（？—？），中國秦朝军事人物。陳勝吳廣起義後，以都尉的身份輔佐章邯討伐各支起義軍。巨鹿之战後，降楚。秦朝灭亡，项羽分封诸侯，封為翟王，统治上郡，定都高奴（今陝西延安）。

## 生平
秦二世二年冬，陳勝部將周文（又名周章）等人率兵十萬人逼近秦都咸陽。章邯建議二世赦免驪山刑徒，于是秦二世便任命章邯為將，率领骊山徒編成的軍隊以對抗楚軍。后又增派長史司馬欣、都尉董翳輔佐章邯作戰。
秦二世三年（前207年）章邯率兵渡過黃河攻打趙國，把趙王趙歇圍困於鉅鹿。楚將項羽率兵救趙，在鉅鹿之戰中大敗秦軍王離。章邯派司馬欣向咸陽請求援兵，但趙高不允，並派人追殺司馬欣。
董翳於是勸說章邯投降，章邯亦擔心趙高迫害，遂率兵向項羽投降，二十餘萬秦國降兵不久便被項羽下令坑殺。

### 受封翟王
秦朝滅亡之後，項羽封劉邦為漢王，統治秦嶺以南的漢中，而另封原秦朝三位降將為王，統治關中地區，以遏制劉邦。由此封章邯為雍王，管轄關中西部；封司馬欣為塞王，管轄關中東部；封董翳為翟王，管轄上郡。《史記》、《漢書》等書將此三位秦將称為「三秦」。
漢王二年，塞王司馬欣、翟王董翳降漢。

## 后事
董翳墓，位于韩城金城北。墓碑称，董翳降楚，封吴王，后又降汉。晚年董翳迁韩城吴王寨，死后葬伏蓬川（即今龙湾川）。墓碑文字和《史記》等作品有較大出入。
董翳曾為都尉、翟王，而司马欣曾為长史、塞王；但在漢王四年曹咎戰敗的成皋之戰出現「大司馬咎、長史翳、塞王欣皆自剄汜水上。大司馬咎者，故蘄獄掾，長史欣亦故櫟陽獄吏，兩人嘗有德於項梁，是以項王信任之。」（史記·項羽本紀）、「大司馬咎、長史欣皆自剄汜水上。項羽至睢陽，聞海春侯破，乃引兵還。」（史記·高祖本紀）兩種史記版本，依內容和背景推定後者的記載較為準確。

## 家世
春秋晉國太史董狐後裔。